# Marion Burns
Pour les articles homonymes, voir Burns.
Marion Burns est une actrice américaine des années 1930, née à Los Angeles en Californie, le 9 août 1907, et décédée à Laguna Niguel, le 22 décembre 1993. 
Elle est connue pour avoir joué aux côtés de John Wayne dans Le Cavalier de l'aube (1935) et dans L'Élixir du docteur Carter (1935). 

## Biographie
De son vrai nom, Marion Eloise Burns, elle apparaît sur scène à partir de l'âge de dix ans. Elle obtient un baccalauréat en théâtre de l'Université de Californie puis se rend à Hollywood pour poursuivre une carrière d'actrice. 
Jolie jeune fille brune des Westerns des années 1930, elle est deux fois co-vedette avec John Wayne en 1935 : Le Cavalier de l'aube et L'Élixir du docteur Carter. Après avoir tourné Brenda Starr, Reporter en 1945, elle quitte les plateaux de cinéma.
Marion Burns s'est mariée deux fois au cours de sa carrière. Son premier mariage fut avec l'acteur Bruce MacFarlane (1905-1967) ; son second, avec l'acteur Kane Richmond le 22 mai 1933(officiellement en 1934), avec lequel elle a deux filles. Elle restera mariée à Kane Richmond jusqu'à la mort de celui-ci, en 1973.

## Filmographie

### Cinéma
- 1931 : Oklahoma Jim, de Harry L. Fraser : Betty Rankin
- 1932 : The Golden West, de David Howard : Helen Sheppard
- 1932 : Me and My Gal, de Raoul Walsh  : Kate Riley
- 1933 : Sensation Hunters, de Charles Vidor : Dale Jordan
- 1934 : Remo, démon de la jungle (Devil Tiger) de Clyde E. Elliott (en) : Mary Brewster
- 1934 : Born to Be Bad, de Lowell Sherman : Mrs. Alyce Trevor
- 1934 : Flirting with Danger, de Vin Moore : Marian Leslie
- 1935 : Le Cavalier de l'aube (The Dawn Rider), de Robert N. Bradbury : Alice Gordon
- 1935 : L'Élixir du docteur Carter (Paradise Canyon), de Carl L. Pierson : Linda Carter / Princesse Natasha
- 1935 : Rip Roaring Riley, d'Elmer Clifton : Anne Baker
- 1938 : Coups de théâtre (Dramatic School), de Robert B. Sinclair : Une travailleuse
- 1945 : Brenda Starr, Reporter, de Wallace Fox : Zelda (non créditée)

### Télévision
- 1961 : Mes trois fils (My Three Sons), série